# Cliché (singel)
Cliché – singel polskiej piosenkarki Karoliny Stanisławczyk z jej debiutanckiego albumu studyjnego, zatytułowanego Cliché. Singel został wydany 29 stycznia 2021.

## Geneza utworu i historia wydania
Piosenka została napisana i skomponowana przez Dona Juana i Karolinę Stanisławczyk.
Singel ukazał się w formacie digital download 29 stycznia 2021 w Polsce za pośrednictwem wytwórni płytowej Hypsteria Records. Kompozycja została umieszczona na debiutanckim albumie studyjnym Karoliny Stanisławczyk – Cliché.
Do utworu powstał teledysk, który udostępniono w dniu premiery singla za pośrednictwem serwisu YouTube.

## Pozycje na listach airplay
| Kraj   | Lista             | Najwyższa pozycja |
| ------ | ----------------- | ----------------- |
| Polska | OLiA              | 9                 |
| Polska | AirPlay – Nowości | 4                 |

## Certyfikaty
| Kraj          | Certyfikat      |
| ------------- | --------------- |
| Polska (ZPAV) | platynowa płyta |

## Wyróżnienia
| Rok  | Konkurs                  | Kategoria    | Rezultat    |
| ---- | ------------------------ | ------------ | ----------- |
| 2021 | Przebój roku RMF FM 2021 | Przebój roku | 58. miejsce |